# 上地克明
上地 克明（かみじ かつあき、1954年〈昭和29年〉1月29日 - ）は、日本の政治家。神奈川県横須賀市長（第37、38、39代）、横須賀市議会議員（4期）。
タレント上地雄輔の父。

## 来歴

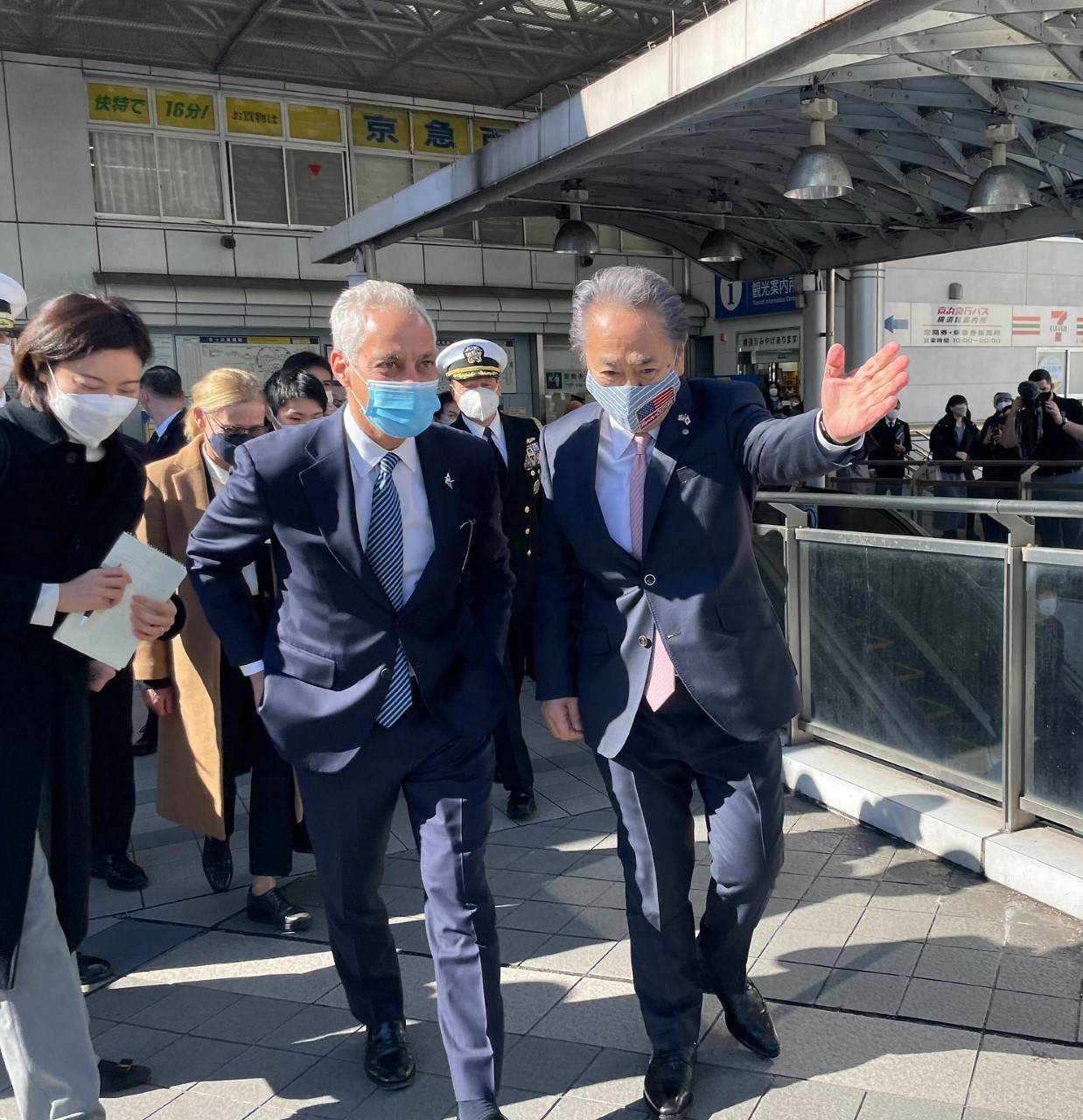
2022年2月、ラーム・エマニュエル駐日米国大使と

神奈川県横須賀市吉倉町生まれ。父は宮古島出身。横須賀市立逸見小学校、横須賀市立桜台中学校、神奈川県立横須賀高等学校、早稲田大学商学部卒業。大学在学中は新自由クラブの学生遊説隊長を務めた。大学卒業後の1977年に株式会社ニチリョウに入社。

### 政界へ
1978年2月から新自由クラブ神奈川県連の広報副委員長ならびに田川誠一衆議院議員の秘書を務める。田川事務所では、国会及び川崎市を担当した。
1983年の神奈川県議会議員選挙へ宮前区選挙区から当時最年少で立候補したが、落選した。1987年の神奈川県議会議員選挙に横須賀市選挙区から出馬したが、再び落選した。

### 横須賀市議会議員
2003年の横須賀市議会議員選挙へ立候補して初当選し、以後4期連続で当選する。2011年、2015年の市議選で連続してトップ当選した。

### 横須賀市長（1期目）
2017年3月28日、横須賀市役所で記者会見を開き、6月の横須賀市長選に出馬する意向を表明した。地元選出の小泉進次郎の支援と、自民・民進・公明3党の推薦を得て無所属で立候補し、3選を目指した現職の吉田雄人らを破り、初当選した。

### 横須賀市長（2期目）
2021年6月27日投開票の市長選挙で再選。

### 横須賀市長（3期目）
2025年6月22日投開票の市長選挙では、投票日直前に下記の交通違反問題が発覚するなど逆風が吹く中での選挙戦となったが、対立候補を下して三度目の当選を果たした。

## 政策・主張
- 2017年の市長就任以降、「あらゆる差別に反対する」と明言し、多様性を尊重する市政運営を推進している[11][12]。
- 2019年4月1日、LGBTなど性的少数者のカップルが婚姻に相当する関係にあると認める「パートナーシップ宣誓制度」を開始した[13][14]。これは同性愛者だけの制度ではなく「戸籍上の性別にとらわれず、お互いが大切なパートナーと思っている方々の誰もが、自由な意思によるパートナーシップ宣誓を行う」ものとされている[15][16]。宣誓証明書はカードサイズで交付され法的効力はないが、「世帯」として公営住宅（市営・県営住宅）の入居申し込みや災害見舞金の支給資格が与えられるほか、市職員にはパートナーシップ休暇、結婚祝金制度が適用される[15][16]。
- バンドでボーカルを務める上地は、2017年の横須賀市長選で「全国のミュージシャンが横須賀に集まる国際音楽フェス」の実現を訴えた[6]。
- 2017年に市長主導でご当地ナンバー「横須賀ナンバー」の導入を目指して図案デザインまで試作し、2017年9月から10月にかけて市民アンケートを行ったが、結果は約2000人が回答して賛成46%、反対37%と意見が割れ「横浜ナンバーのままでいい」など反対意見も多かったため実現しなかったことに対し「大変意外で驚きを禁じ得ない」「今後は横須賀に誇りを持ってもらえる町づくりを進め、市民が横須賀ナンバーにしたいと思う時機を待ちたい」と述べた[17][18]。
- 2020年4月27日、新型コロナウイルス感染症対策の財源確保のため、自身の夏のボーナスを全額支給しないと決めた。副市長2人も同様に全額不支給とする。市長、副市長の期末手当は、それぞれ275万1,739円、234万713円。合計約750万円の財源を捻出した[19]。

## 不祥事
車検切れ・自賠責切れ
2025年6月16日、自身のXで、「一方通行標識の見落としによる青切符の交付」と「車検・自賠責保険の期限切れ運転」を公表し、「不注意と自覚の欠如」を謝罪した。翌17日の記者会見でも「弁解の余地はない」と改めて謝罪し、市長給与3か月分（約343万円）の自主返納を表明。その後、臨時市議会で7 - 9月分の給与を全額カットする条例が可決された。